# Stichting Betaald Voetbal Vitesse 2010-2011
Questa voce raccoglie le informazioni riguardanti lo Stichting Betaald Voetbal Vitesse nelle competizioni ufficiali della stagione 2010-2011.

## Rosa
| N. |                                 | Ruolo | Calciatore            |
| -- | ------------------------------- | ----- | --------------------- |
| 1  | Bosnia ed Erzegovina (bandiera) | P     | Matej Delač           |
| 1  | Paesi Bassi (bandiera)          | P     | Piet Velthuizen       |
| 3  | Paesi Bassi (bandiera)          | D     | Kevin van Diermen     |
| 4  | Spagna (bandiera)               | D     | Jordi López           |
| 4  | Paesi Bassi (bandiera)          | D     | Civard Sprockel       |
| 5  | Paesi Bassi (bandiera)          | D     | Jeroen Drost          |
| 6  | Paesi Bassi (bandiera)          | D     | Frank van der Struijk |
| 7  | Marocco (bandiera)              | C     | Ismaïl Aissati        |
| 8  | Paesi Bassi (bandiera)          | C     | Rogier Molhoek        |
| 9  | Costa d'Avorio (bandiera)       | A     | Bony Wilfried         |
| 9  | Svezia (bandiera)               | A     | Lasse Nilsson         |
| 10 | Slovenia (bandiera)             | C     | Dalibor Stevanovič    |
| 11 | Turchia (bandiera)              | A     | Sinan Kaloğlu         |
| 13 | Serbia (bandiera)               | C     | Nemanja Matić         |
| 14 | Nigeria (bandiera)              | A     | Haruna Babangida      |
| 15 | Paesi Bassi (bandiera)          | C     | Marco van Ginkel      |
| 16 | Giappone (bandiera)             | D     | Michihiro Yasuda      |
| 16 | Ghana (bandiera)                | C     | Laryea Kingston       |
| 17 | Paesi Bassi (bandiera)          | C     | Genaro Snijders       |
| 18 | Georgia (bandiera)              | D     | Guram K'ashia         |

| N. |                        | Ruolo | Calciatore              |
| -- | ---------------------- | ----- | ----------------------- |
| 19 | Norvegia (bandiera)    | A     | Marcus Pedersen         |
| 20 | Spagna (bandiera)      | C     | Martí Riverola          |
| 21 | Italia (bandiera)      | D     | Luca Caldirola          |
| 22 | Paesi Bassi (bandiera) | A     | Alexander Büttner       |
| 23 | Serbia (bandiera)      | D     | Slobodan Rajković       |
| 23 | Paesi Bassi (bandiera) | D     | Jop van der Linden      |
| 24 | Paesi Bassi (bandiera) | C     | Davy Pröpper            |
| 25 | Paesi Bassi (bandiera) | C     | Gino Felixdaal          |
| 26 | Paesi Bassi (bandiera) | C     | Wiljan Pluim            |
| 27 | Paesi Bassi (bandiera) | C     | Julian Jenner           |
| 28 | Paesi Bassi (bandiera) | P     | Sebastiaan van der Sman |
| 29 | Paesi Bassi (bandiera) | P     | Eloy Room               |
| 30 | Paesi Bassi (bandiera) | C     | Hayri Pinarci           |
| 34 | Paesi Bassi (bandiera) | D     | Raynick Damasco         |
| 37 | Paesi Bassi (bandiera) | A     | Ted Heijckmann          |
| 40 | Paesi Bassi (bandiera) | A     | Roy de Ruiter           |
| 42 | Paesi Bassi (bandiera) | D     | Michalis Vakalopoulos   |
| 43 | Paesi Bassi (bandiera) | A     | Adnane Tighadouini      |
| 90 | Paesi Bassi (bandiera) | A     | Nacer Barazite          |

## Risultati

### Campionato

#### Girone di andata
| Arbitro: | Wiedemeijer (Velden) |

|                                          |           |            |
| Pluim 45’ Nilsson 57’ (rig.), 71’ (rig.) | Marcatori | 15’ Immers |

| Arbitro: | Kuipers (Oldenzaal) |

|                                                     |           |                           |
| Vertonghen 37’ v. d. Wiel 40’ de Jong 48’ Anita 58’ | Marcatori | 26’ Pröpper 44’ v. Ginkel |

| Arbitro: | v. Hulten |

|  |           |                            |
|  | Marcatori | 58’ Janko 67’, 90’ de Jong |

| Arbitro: | Wiedemeijer (Velden) |

|                                                        |           |  |
| Smolov 20’ Fer 31’ Castaignos 74’ Wijnaldum 83’ (rig.) | Marcatori |  |

| Arbitro: | Nijhuis (Enschede) |

|                                |           |             |
| Beerens 88’ (rig.) Assaidi 90’ | Marcatori | 76’ Pröpper |

| Arnhem 18 settembre 2010, ore 19:45 UTC+1 6ª giornata | Vitesse                | 0 – 0 referto | NAC Breda | Gelredome (13.450 spett.)\| Arbitro: \| Vink (Noordwijkerhout) \| |
| Arbitro:                                              | Vink (Noordwijkerhout) |               |           |                                                                   |

| Arbitro: | Verbist |

|  |           |                            |
|  | Marcatori | 50’ Stevanovič 62’ Aissati |

| Arnhem 1º ottobre 2010, ore 20:45 UTC+1 8ª giornata | Vitesse   | 0 – 0 referto | Willem II | Gelredome (13.150 spett.)\| Arbitro: \| v. Hulten \| |
| Arbitro:                                            | v. Hulten |               |           |                                                      |

| Arbitro: | Haverkort (Amsterdam) |

|                                          |           |            |
| Sutchuin 31’ Junker 32’, 35’ Janssen 50’ | Marcatori | 57’ Jenner |

| Arbitro: | Bossen (Haarlem) |

|              |           |                                                           |
| Pedersen 61’ | Marcatori | 3’ (aut.) Rajković 45’ Mertens 51’ Cornelisse 57’ Mulenga |

| Arbitro: | Vink (Noordwijkerhout) |

|  |           |                               |
|  | Marcatori | 32’ Reis 61’ (rig.) Dzsudzsák |

| Nimega 31 ottobre 2010, ore 12:30 UTC+1 12ª giornata | N.E.C.              | 0 – 0 referto | Vitesse | Goffertstadion (12.500 spett.)\| Arbitro: \| Braamhaar (Rijssen) \| |
| Arbitro:                                             | Braamhaar (Rijssen) |               |         |                                                                     |

| Arbitro: | Sanders |

|             |           |           |
| Aissati 90’ | Marcatori | 47’ Pellè |

| Arbitro: | Makkelie (Dordrecht) |

|                    |           |                                                    |
| Boymans 77’ (rig.) | Marcatori | 11’ Pluim 31’ Jenner 85’, 86’ Pedersen 89’ Aissati |

| Arbitro: | Gözübüyük (Haarlem) |

|                           |           |  |
| Pröpper 5’ Stevanovič 86’ | Marcatori |  |

| Arbitro: | Kuipers (Oldenzaal) |

|           |           |           |
| Hersi 22’ | Marcatori | 26’ Pluim |

| Arbitro: | Haverkort (Amsterdam) |

|                                                         |           |              |
| Granqvist 53’ (rig.) Matavž 63’ Andersson 67’ Sparv 81’ | Marcatori | 79’ Pedersen |

#### Girone di ritorno
| Arbitro: | v. Boekel (Vierlingsbeek) |

|  |           |             |
|  | Marcatori | 11’ Eriksen |

| Arbitro: | Liesveld (Waverveen) |

|            |           |            |
| Gudelj 58’ | Marcatori | 30’ Jenner |

| Arbitro: | v. Boekel (Vierlingsbeek) |

|           |           |  |
| Janga 26’ | Marcatori |  |

| Arbitro: | Delferiere |

|                                                             |           |                      |
| Matić 16’ v. Ginkel 23’, 58’ Jordi 50’ (rig.) Babangida 55’ | Marcatori | 4’ Junker 70’ Hempte |

| Arbitro: | Kuipers (Oldenzaal) |

|                    |           |                |
| Aissati 63’ (rig.) | Marcatori | 56’ Castaignos |

| Arbitro: | Makkelie (Dordrecht) |

|            |           |  |
| Chadli 39’ | Marcatori |  |

| Arbitro: | Liesveld (Waverveen) |

|                        |           |  |
| Wilfried 71’ Matić 86’ | Marcatori |  |

| Arbitro: | Haverkort (Amsterdam) |

|                                                                                       |           |            |
| Looms 39’ Everton 48’ Fledderus 60’ Overtoom 69’ (rig.), 75’ (rig.) Kashia 83’ (aut.) | Marcatori | 90’ Kashia |

| Arbitro: | Virant |

|                                  |           |  |
| v. Ginkel 48’ de Regt 90’ (aut.) | Marcatori |  |

| Arbitro: | v. Sichem |

|              |           |             |
| Riverola 43’ | Marcatori | 88’ Janmaat |

| Arbitro: | Sanders |

|                                       |           |               |
| Wernbloom 63’ Poulsen 81’ Martens 84’ | Marcatori | 44’ v. Ginkel |

| Arbitro: | Braamhaar (Rijssen) |

|                           |           |              |
| Wilfried 12’ Pedersen 81’ | Marcatori | 67’ Goossens |

| Arbitro: | v. Hulten |

|           |           |  |
| Buijs 27’ | Marcatori |  |

| Arbitro: | Haverkort (Amsterdam) |

|                     |           |           |
| Bony 72’ Kashia 82’ | Marcatori | 65’ Holla |

| Arbitro: | Liesveld (Waverveen) |

|                                                         |           |                            |
| Yasuda 51’ (aut.) Mertens 52’ Strootman 59’ Demouge 72’ | Marcatori | 53’ Kashia 85’ Tighadouini |

| Arbitro: | v. Boekel (Vierlingsbeek) |

|                      |           |           |
| Berg 36’ Marcelo 63’ | Marcatori | 78’ Jordi |

| Arbitro: | v. Hulten |

|              |           |                                                  |
| Riverola 62’ | Marcatori | 33’ Fernandez 76’ (rig.), 83’ Roorda 90’ Vincken |

### Coppa d'Olanda
| Arbitro: | v. Sichem |

|  |           |                                                                     |
|  | Marcatori | 8’, 16’ Aissati 49’, 86’ Barazite 64’ (rig.) Nilsson 81’ Stevanovič |

| Arbitro: | Kamphuis |

|                                     |           |  |
| Barazite 25’ Jenner 45’ Pröpper 78’ | Marcatori |  |

| Arbitro: | Blom (Gouda) |

|                                                     |           |  |
| Janssen 29’, 37’ de Jong 32’ (rig.), 60’ Chadli 44’ | Marcatori |  |